# Vanessa Grazziotin
Vanessa Grazziotin Bezerra (Videira, Santa Catarina, 29 de junio de 1961) es una política brasileña del Partido Comunista de Brasil. Aunque nació en Videira, Santa Catarina, Grazziotin hizo su carrera política en el estado de Amazonas. Fue elegida dos veces como representante de este estado en la Cámara de Diputados y fue elegida para el Senado Federal en las elecciones parlamentarias de 2010. Es la tercera senadora comunista en la historia de Brasil, después de Luís Carlos Prestes e Inácio Arruda. Es también la primera senadora comunista por el Amazonas. Junto con los senadores Lindbergh Farias, Gleisi Hoffmann y la senadora Fátima Bezerra, fue una fuerte defensora de Dilma Vana Rousseff y durante el proceso de destitución enfrentó fuertemente a los opositores de Dilma.

## Carrera
Vanessa Grazziotin se graduó en 1985 en la Facultad de Ciencias Farmacéuticas de la Universidad Federal del Amazonas. Ha sido miembro del Partido Comunista de Brasil (PC do B) desde 1980, cuando el partido seguía siendo ilegal. Representando a su partido, fue consejera de Manaus desde 1989 hasta 1998, cuando se postuló con éxito para ocupar un escaño en la Cámara de Diputados. Fue elegida diputada en 2002 y reelegida en 2006. En 2004 se postuló sin éxito para la alcaldía de Manaus, terminando la carrera electoral en el tercer lugar. Entre sus propuestas en la cámara destacan la creación de un sello verde para los productos fabricados en la zona Franca de Manaus, la prohibición de la distribución de bolsas de plástico y la creación del día de la cultura africana y amerindia (que se celebrará el 13 de mayo). El último proyecto fue aprobado por el Congreso Nacional el 30 de marzo de 2010. Fue elegida con 662.729 votos (22,8% del total) para el senado de Brasil, lo que causó bastante impresión ya que derrotó a Arthur Virgílio, un prominente senador del PSDB. En 2016, como senadora durante el proceso de juicio político de Dilma Rousseff, integró la Comisión Especial que juzgaba a la presidenta y votó en contra de la destitución.